# Šmoulové (film)
Šmoulové je americký rodinný 3D fantasy film z roku 2011, který je založen na Peyově stejnojmenné komiksové knižní sérii a stejnojmenném televizním seriálu. Film režíroval Raja Gosnell. Jde o kombinaci animovaného a hraného filmu. Hlavní role ztvárnili Hank Azaria, Neil Patrick Harris, Jayma Mays a Sofía Vergara. Jde o první film kombinovaný s animovanými postavami a herci, který byl produkován Sony Pictures Animation. Před začátkem natáčení se film jmenoval The Smurfs Movie (česky Šmoulové ve filmu). V roce 2013 na tento snímek navázalo jeho pokračování pod názvem Šmoulové 2.
Po pěti letech jednání v roce 2002 Jordan Kerner koupil práva k natočení filmu a film byl ve vývoji se společnostmi Paramount Pictures a Nickelodeon Movie, než v roce 2008 společnosti Columbia Pictures a Sony Pictures Animation koupily filmová práva. Natáčení začalo v březnu 2010 v New Yorku.
Datum americké premiéry se změnilo celkem třikrát, nakonec Columbia Pictures zveřejnila konečné datum světové premiéry filmu – 29. července 2011. Původně se čekalo, že by Šmoulové mohli výdělky konkurovat filmu Kovbojové a vetřelci, ale Šmoulové nakonec byli poraženi a vydělali “pouze” 35,6 milionů dolarů, kdežto Kovbojové a vetřelci vydělali 36,4 milionů dolarů. Celosvětově vydělali 550 milionů.

## Děj
Šmoulové jsou ve filmu Gargamelem vyhnáni ze své vesničky a při útěku projdou kouzelným vodopádem, ocitnou uprostřed New Yorku v Central Parku, vodopádem projdou jen Nešika, Šmoulinka, Směloun, Taťka Šmoula, Koumák, Mrzout, Azrael a Gargamel, kteří je skoro dohnali skočí hned za nimi, ostatní Šmoulové zůstanou v lese. Šmoulové se dostanou do jedné rodiny a začnou jí doma dělat nepořádek, protože nevědí co je třeba záchod nebo topinkovač. Rodina si na Šmouly ale po nějaké době zvykne a pomůže jim bránit se proti Gargamelovi, který je po New Yorku pronásleduje a dokonce zajme i taťku a získá velkou moc. Je tedy na šmoulech a rodině aby ho zastavili. Poté se Šmoulové vrací toutéž cestou zpět domů.

## Obsazení

### Herci
- Neil Patrick Harris jako Patrick Winslow
- Jayma Mays jako Grace Winslow
- Hank Azaria jako Gargamel, hlavní nepřítel a protivník Šmoulů, který používá jejich esenci na zvětšení své síly. Zde jde o rozdíl oproti původnímu televiznímu seriálu, kde Gargamel využívá Šmouly, aby s jejich pomocí mohl vyrábět zlato. Hank Azaria zde nosil falešný nos, předkus, uši, obočí a paruku (aby byl proces jednodušší, tak si ostříhal vlasy). Počáteční test líčení trval 3 hodiny, čas se během natáčení podařilo snížit na 90 minut. Během celého natáčení filmu byl takto nalíčen celkem padesátkrát a v maskérně strávil přibližně 130 hodin.
- Sofía Vergara jako Odile, vedoucí francouzské kosmetické společnosti Anjelou. Je nadřízenou Patricka Winslowa.
- Tim Gunn jako Henry, Odilin asistent v kosmetické společnosti.

Joan Riversová, Liz Smith, Tom Colicchio, Olivia Palermo a Michael Musto si zahráli cameo role ve filmu ve scéně, když fiktivní kosmetika Anjelou přicházela na trh.

### Dabéři

#### Šmoulové
- Jonathan Winters jako Taťka Šmoula. Původně namluvil postavu Dědy Šmouly ve stejnojmenném televizvním seriálu.
- Katy Perry jako Šmoulinka
- Fred Armisen jako Koumák
- Alan Cumming jako Směloun. Jedna ze tří postav Šmoulů, kteří byli vytvořeni speciálně pro film. Je to Skot a nosí kilt. Postava je také popsána jako akční hrdina filmu.
- Anton Yelchin jako Nešika
- George Lopez jako Mrzout
- Jeff Foxworthy jako Kutil
- Paul Reubens jako Šprýmař
- Gary Basaraba jako Silák
- John Oliver jako Fešák
- Kenan Thompson jako chamtivý Šmoula
- Wolfgang Puck jako Mlsoun
- B. J. Novak jako Kuchař
- Joel McCrary jako Farmář
- John Kassir jako Bláznivý Šmoula, druhá postava vytvořená speciálně pro film.
- Tom Kane jako Šmoula Vypravěč, třetí postava vytvořená speciálně pro film.

#### Ostatní
- Frank Welker jako Azrael, Gargamelova kočka.

## Recenze
Film získal většinou negativní recenze od filmových kritiků kvůli hodně skrytých reklam, ale v pokladnách kin film zaznamenal úspěch, stejně jako průzkumy CinemaScore, které ukázaly pozitivní hodnocení diváků.